# Cambarellus (Cambarellus)
Pour le genre, voir Cambarellus.
Sous-genre
Cambarellus (Cambarellus) est un sous-genre d'écrevisses de la famille des Cambaridae.

## Description
Les écrevisses vivent dans la végétation et sont très actives la journée car toujours à la recherche de nourriture.

## Liste des espèces
Selon ITIS (30 déc. 2018) :
- Cambarellus alvarezi Villalobos, 1952
- Cambarellus areolatus (Faxon, 1885)
- Cambarellus chapalanus (Faxon, 1898)
- Cambarellus chihuahuae Hobbs, 1980
- Cambarellus montezumae (Saussure, 1857) - écrevisse naine du Mexique ou acocil
- Cambarellus occidentalis (Faxon, 1898)
- Cambarellus patzcuarensis Villalobos, 1943
- Cambarellus prolixus Villalobos & Hobbs, 1981
- Cambarellus zempoalensis Villalobos, 1943